# Goremageddon: The Saw and the Carnage Done
Albums de Aborted
Engineering The Dead
(2001) The Archaic Abattoir
(2005)
Goremageddon: The Saw and the Carnage Done est le troisième album studio du groupe de Brutal death metal belge Aborted. L'album est sorti en 2003 sous le label Listenable Records.
Le titre de l'album, ainsi que celui d'une de ses pistes sont une référence à une chanson de Neil Young intitulée The Needle and the Damage Done.
Une édition limitée de l'album contient également le titre Carnal Forge, qui est une reprise du groupe de Death metal Carcass.

## Musiciens
- Sven de Caluwé - Chant
- Bart Vergaert - Guitare
- Thijs "Tace" de Cloedt - Guitare
- Frederic "Fre'" Vanmassenhove - Basse
- Dirk Verbeuren - Batterie

## Liste des morceaux
1. Meticulous Invagination (3:02)
2. Parasitic Flesh Resection (2:10)
3. The Saw and the Carnage Done (4:51)
4. Ornaments of Derision (4:54)
5. Sanguine Verses (...of Extirpation) (2:58)
6. Charted Carnal Effigy (3:31)
7. Clinical Colostomy (3:29)
8. Medical Deviance (3:11)
9. Sea of Cartilage (3:02)
10. Nemesis (2:59)
11. Carnal Forge (reprise du groupe Carcass) (édition limitée uniquement) (4:02)